# Feliks Bogaczyk
Feliks Bogaczyk, właśc. Piotr Bogaczyk (ur. 1864 w Rogach, zm. 16 maja 1910 w Sanoku) – polski franciszkanin konwentualny.

## Życiorys
Urodził się jako Piotr Bogaczyk w 1864 w Rogach w rodzinie włościańskiej. W 1887 ukończył C. K. Gimnazjum w Jaśle (w jego klasie był Władysław Dukiet). W 1887 wstąpił do zakonu franciszkanów (Zakon Braci Mniejszych Konwentualnych). Otrzymał sakrament święceń kapłańskich w 1892. Na przełomie 1892/1893 po raz pierwszy był przydzielony do klasztoru franciszkanów w Sanoku. Od 1893 do 1899 przez siedem lat pracował w kościele franciszkanów w Horyńcu, gdzie sprawował funkcję gwardiana (ponownie wybrany w 1895) oraz proboszcza miejscowej parafii. Od 1899 po raz pierwszy był przełożonym konwentu franciszkanów w Sanoku w okresie 1,5 roku. Następnie, od 9 lutego 1902 przez sześć lat był gwardianem konwentu franciszkanów w Jaśle (początkowo była to rezydencja), wybrany w styczniu 1904. W tym czasie był budowany tamtejszy kościół od 1903, który poświęcono 31 grudnia 1904. Równolegle pracował jako katecheta w jasielskim gimnazjum. Od 1908 ponownie był gwardianem konwentu w Sanoku.
Zmarł w drugi dzień Zielonych Świąt 16 maja 1910 w Sanoku na gruźlicę. Został pochowany na cmentarzu w Sanoku po pogrzebie 18 maja 1910 pod przewodnictwem przybyłego ze Lwowa prowincjała o. Peregryna Haczeli. Następcą o. Bogaczyka na stanowisku gwardiana sanockiego został mianowany o. Jan Warchał. Pod koniec 1910 sanoccy franciszkanie zakupili miejsca na cmentarzu obok grobu o. Bogaczyka i tam powstał grobowiec tychże zakonników.